# Катерина (опера)
«Катерина» — опера на 3 дії українського композитора Миколи Миколайовича Аркаса (старшого) за однойменною поемою Тараса Григоровича Шевченка.

## Історія написання
Опера «Катерина» була написана Миколою Аркасом у 1891 році, але впродовж п'яти років рукопис пролежав у цензурних відомствах Москви та Києва. Лише у 1897 році опера вийшла у світ на малій батьківщині Аркаса — у Миколаєві за рахунок автора. На обкладинці видання стояло лише прізвище Тараса Шевченка, авторство музики і лібретто були приховані криптонімом «Н. А. …ъ», а зверху присвята: 
| «Любій, незабутній жінці моїй Олесі». | При створенні партитури Микола Миколайович обробив і використав значну кількість з 400 українських народних пісень, які вони разом з дружиною Ольгою Іванівною збирали в різних місцях, відвідуючі села Миколаївщини та Полтавщини, а також почуті від кобзарів і бандуристів, яких композитор запрошував у свій дім в Миколаєві. Текст лібрето написав сам. Нову літературну обробку лібретто здійснив у 1963 році Діодор Бобир.
Партії головних героїв М. М. Аркас наділив характерною для української пісенності виразливою мелодійністю. Хорові сцени побудовано на народних мелодіях, що позначає їх особливим колоритом. Опера має окремі відмінності порівняно з поемою. Зокрема, Аркас увів відсутній у Шевченка персонаж — Андрія, який щиро кохає Катерину. Цей образ посилив ліричний бік твору, підкреслив контрастність психологічної ситуації усієї драми.

## Виконання
Фрагменти опери вперше пролунали у концертному виконанні симфонічного оркестру Миколаївського відділення Російського музичного товариства у1897 році. Опера мала великий успіх у глядачів. Схвальні відгуки твору дала і миколаївська преса. Після цього Микола Аркас надіслав клавір опери своєму давньому другові Марку Кропивницькому для сценічної вистави, і той негайно взявся за репетиції. Першу виставу планувалося здійснити в Одесі, але через цензуру цього зробити не вдалося. Прем'єра відбулася 12 лютого 1899 р. у Москві. Високий професіоналізм Кропивницького як режисера і талановитість його акторів забезпечили успіх вистави в столиці. 13 лютого композитор одержав телеграму з Москви: 
| «Вітаємо з успіхом і дякуємо… за довіру. Кропивницький і товариство.» |
Згодом опера «Катерина» йшла у театрах Києва, Варшави, Кракова, Мінська, Вільно, Катеринодара, Одеси, Маріуполя, Луцька, Львова.

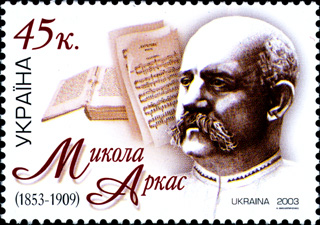
Микола Аркас з «Історією України-Русі» та нотами до опери «Катерина» на поштовій марці, випущеній в Україні до його 150-річчя

14 березня 1900 року земляки Миколи Аркаса та сам автор змогли почули її цілком у приміщенні театру Я. Шеффера (нині Миколаївський академічний художній російський драматичний театр) у виконанні тієї ж трупи Кропивницького. Вистава так схвилювала Аркаса, що після її закінчення він кинувся за куліси, розридався і цілував акторів, а ті вивели його на сцену і під бурхливі оплески глядачів піднесли йому лавровий вінок. Описуючи величезний успіх опери у Миколаєві, М. М. Аркас, схвильований до краю, писав дружині у Петербург: 
| «Я не спав цілу ніч, сльози душили мене… Такі хвилини рідкісні і божественні». |
П'ять років опера мала великий успіх. Опера ставилася і в театрі земляка Аркаса Миколи Садовського. Сам Микола Садовський вражав глядачів трагізмом виконання, коли неодноразово співав партію Батька. З участю у постановці «Катерини» пов'язаний початок творчого шляху у театрі Миколи Садовського Марії Литвиненко-Вольгемут.
Зразу ж після прем'єри Кропивницький настійно заохочував друга не баритися з написанням наступної опери, пропонуючи взяти сюжети Шевченкової «Наймички» або ж Гоголівського «Вія». Натхненний успіхом «Катерини», Аркас планував написання ще кількох музичних творів, але хвороба (крововилив у мозок і параліч правої руки) не дала змоги сідати за фортепіано. Опера «Катерина» лишилась єдиною у творчому доробку композитора. Окрім неї музичний доробок композитора складають солоспіви, вокальні ансамблі й близько 80 обробок українських народних пісень.
Неможливість займатися музичною творчістю привела Миколу Миколайовича до нової сфери діяльності — на початку XX ст. він почав вивчати історію України. Основною працею М. Аркаса як історика є «Історія України-Русі», написана в доступній формі українською мовою і видана у 1908 році у Петербурзі.
У роки радянської влади творчість М. Аркаса замовчувалась, але з 1956 року відредагована і доповнена (соціальним елементом) опера «Катерина» була прийнята до постановок у Києві, пізніше і в інших містах. 
Варто згадати записи опери з участю відомого співака– Івана Козловського (у ролі Андрія) Один запис був зроблений у 1940-41 роки(арії Андрія та дует з Катериною) Другий запис, вже повний,був зроблений у 1964р(?) 
Пропонуємо прослухати: 
Катерина. Козловський. повний запис опери
Катерина. Козловський. запис 1940 року. фрагменти
В Одеському театрі опери і балету постановка опери вдруге (перша була в 1899 році) відбулася у 1957 році, третя — у 1989 році (диригент — Давид Сипитинер, режисер- Георгій Дикий, художниця — Наталя Бевзенко-Зінкіна, хормейстери — Леонід Бутенко та Ігор Дідушок).
У 80-ті роки двадцятого сторіччя музика з опери «Катерина» звучала у симфонічних концертах у Нью-Йорку, Оттаві, Монреалі, Торонто. Ще раніше її почали виконувати в Детройті і Чикаго.
В огляді спектаклів українських театрів, присвячених 175-річчю від дня народження Тараса Шевченка, вистава Одеського національного академічного театру опери та балету «Катерина» посіла перше місце.

## Стислий зміст

### Дія перша
Андрій закоханий в Катерину, але вона не відповідає взаємністю: з тих пір, як у них в селі стали на постій російські рекрути — москалі — її серце належить їхньому офіцеру, юнкеру Івану. Андрій попереджає дівчину, що незабаром солдати підуть у похід і вона залишиться одна. Катерина не хоче вірити його словам, але в її душу заповзає тривога: чому Іван сам не сказав про швидку розлуку? Дівчата й парубки збираються на вечорниці. Всі безтурботно веселяться, а Катерина сумує. Але з'являється Іван і лицемірно заспокоює дівчину. Вона вірить його нещирим словам.

### Дія друга
Здійснилось те, про що попереджав Андрій — Іван кинув Катерину з немовлям на руках. Старі батьки важко переживають ганьбу єдиної доньки. Одна вона сподівається на повернення Івана. Андрій, як і раніше, любить Катерину. Незважаючи ні на що намагається умовити батьків коханої дати згоду на шлюб. Старі розчулені вірністю хлопця, але, боячись людського поговору, відмовляють. Втративши останню надію, Андрій впадає у відчай. Батько докоряє матері за те, що не доглянула за дочкою і наказує відправити ту світ за очі. Нещасна дівчина молить матір не проганяти її, але неписані звичаї кріпосного села сильніші від її благань.

### Дія третя
У старій свиті з дитиною на руках йде Катерина лісом. Украй змучена, сідає, заколисує дитину й засинає сама. Їй привиджується недавнє минуле: веселі подруги, мати з батьком, котрі з усмішкою чекають її на порозі рідної хати, та Іван, який зустрічає Катерину зі щирим коханням. Здалеку чутно солдатську пісню. Катерина прокидається. Побачивши офіцера, узнає в ньому коханого: «Серце моє рідненьке, де ж ти пропадав?» Але юнкер відвертається від старчихи: «Йди собі, молодице, тебе я не знаю…» Солдати співчувають Катерині: вони такі ж безправні й обездолені. Вона хоче показати Іванові сина, але панич йде геть. Нещасна обнімає дитину, укриває її й залишає на дорозі. А сама прямує до річки — у воду…

## Значення
«Катерина» започаткувала оперну шевченкіану і стала першою українською ліричною народно-побутовою оперою. Вона стала першою оперою в практиці драматичного театру без розмовних діалогів, що спонукало до підвищення артистичного рівня.